# Cololejeunea subkodamae
Cololejeunea subkodamae là một loài Rêu trong họ Lejeuneaceae. Loài này được Mizut. mô tả khoa học đầu tiên năm 1986.